# Естонци
Естонците (самоназвание: eestlased) са угро-фински народ, населяващ Република Естония. Общата численост на тази народност е около 1100 хил. души, като 920 хил. населяват Естония. Езикът на който говорят е естонският, който е част от угро-финското езиково подсемейство на уралските езици, част от които са унгарският и финландският език.